# Caestre Military Cemetery
Caestre Military Cemetery is een Britse militaire begraafplaats met gesneuvelden uit de Eerste Wereldoorlog, gelegen in de Franse gemeente Kaaster in het Noorderdepartement. De begraafplaats ligt aan de Rue Yves Baron op 500 m ten westen van het dorpscentrum (Église Saint-Omer) en een pad van zo'n 30 m leidt naar de begraafplaats. Ze werd ontworpen door William Cowlishaw en heeft een nagenoeg vierkantig grondplan met een oppervlakte van ruim 1000 m². De begraafplaats wordt omgeven door een bakstenen muur. Centraal aan de zuidrand staat het Cross of Sacrifice. De begraafplaats wordt onderhouden door de Commonwealth War Graves Commission.
Er worden 195 gesneuvelden herdacht (waaronder 2 niet geïdentificeerde).  

## Geschiedenis
De begraafplaats werd midden april 1918 bij het begin van het Duitse lenteoffensief gestart en bleef in gebruik tijdens dit offensief tot september 1918. Er liggen 150 Britten, 32 Australiërs, 8 Zuid-Afrikanen en 5 Duitsers (waaronder 2 niet geïdentificeerde) begraven.

## Onderscheiden militairen
- Herbert Selwyn Aston, majoor bij de Highland Light Infantry werd onderscheiden met het Military Cross (MC).
- soldaat F. Bush van de Australian Infantry, A.I.F en Albert Edward Morris, sergeant bij het Machine Gun Corps werden onderscheiden met de Distinguished Conduct Medal (DCM). Laatstgenoemde ontving ook de Military Medal (DCM, MM).
- korporaal George Thomas Spacksman en de soldaten Walton Blezard, Charles Edwin Nutt en T. Ward ontvingen de Military Medal (MM).